# Frank Perowsky
Frank Perowsky (* um 1935) ist ein US-amerikanischer Jazzmusiker (Tenorsaxophon, Klarinette, Arrangement, Komposition).

## Leben und Wirken
Perowsky wuchs in Des Moines auf, wo seine Mutter eine Tanzschule leitete, und zog Mitte der 1950er-Jahre nach New York. Er studierte Klarinette an der Juilliard School und besuchte in dieser Zeit die Jazzclubs der Stadt. Nach seinem Abschluss 1958 spielte er als Tenorsaxophonist in den Bigbands von Jimmy Dorsey, Woody Herman, Lee Castle Les und Larry Elgart. Nach seiner Hochzeit arbeitete er als freischaffender Musiker in New York, spielte in Broadway-Shows, Nachtclubs und bei Konzertauftritten mit Stars wie Peggy Lee, Sarah Vaughan, Billy Eckstine und Stan Getz. Aufnahmen entstanden in den 1960er-Jahren bei Johnny Richards (My Fair Lady – My Way, 1964). In den folgenden Jahren gehörte er der Bigband von Bill Watrous und dem New Glenn Miller Orchestra (unter Leitung von Larry O’Brien), den Bands von Dave Stahl, Mike Longo und The N.Y. State of the Art Jazz Ensemble  sowie der DMP Big Band von Dean Pratt (Glenn Miller Project) an. Des Weiteren wirkte er bei Aufnahmen von Tito Rodríguez, Roland Hanna und Freddy Cole mit.
Seit 1981 begleitete er Liza Minnelli. In den 1980er-Jahren trat Perowsky mit einem eigenen Quintett New Yorker Clubs auf. 1989 war er mit Roland Hanna auf Japantournee. Mit Dave Hopkins, Don Friedman, Ron McClure und seinem Sohn Ben Perowsky spielte er 1998 das gemeinsame Album Clarinet Passions, Vol. 1 ein. Nach einem Engagement im Cornelia Street Cafe entstand 2002 das Trioalbum Bop on Pop, mit Sam Yahel und Ben Perowsky. Ab 2007 leitete er eine eigene 17-köpfige Bigband, mit der er im New Yorker Bowery Poetry Club und im Baha’i Center auftrat. Im Bereich des Jazz war er zwischen 1964 und 2015 an zwanzig Aufnahmesessions beteiligt.